# اتصال البيتزا (فلم)
اتصال البيتزا (بالإيطالية: Pizza Connection) فيلم الجريمة، والدراما الإيطالي لعام 1985 من إخراج داميانو دامياني. الفيلم من بطولة ميشيل بلاسيدو، ومارك تشيس، وسيمونا كافالاري، وتدور الأحداث حول ماريو، الأمريكي الإيطالي، الذي يدير مطعما للبيتزا في مدينة نيويورك، ومتهم باغتيال قاض في باليرمو. اشترك الفيلم في الدورة الخامسة والثلاثين لمهرجان برلين السينمائي الدولي حيث فازت بتكريم شرف. صدرت نسخة الفيلم في الولايات المتحدة الأمريكية تحت عنوان «اتصال صقلية The Sicilian Connection»، وهو اسم يحمله فيلم آخر من عام 1972.

## طاقم التمثيل
ميشيل بلاسيدو: في دور ماريو ألويا
مارك تشيس: في دور ميشيل ألويا
سيمونا كافالاري: في دور سيسيليا سميديل
ماسيمو دي فرانكوفيتش: في دور المدعي العام سانتا لوسيا
ريناتو موري: في دور المفوض جيوفاني أستاريتا
دومينيكو جينارو: في دور أرماندو أوغنيبين
أدريانا روسو: في دور مضيفة
فرانشيسكو شاكا: في دور نيكولا شيرو
توني سبيرانديو: في دور فينسينزو
مارسيلو بيراتشيو: في دور ماسيريا
إيدا دي بينيديتو: في دور أماندا سميدل
لويجي ماريا بوروانو: في دور محقق
ليوناردو مارينو: في دور رئيس الشرطة
ماريا دينارو: في دور زوجة دون بيترو
بالاشتراك مع: ليوندينا مارشيز - ماسيمو ليتي - بيرجورجيو كابوني - لويجي نيكولوسي - نيني بيكون - جينو كاريستا - نيك ديلون.

## أحداث الفيلم
يدير ماريو فيالون (ميشيل بلاسيدو) مطعم بيتزا في نيويورك كغطاء، وهو القاتل المحترف بجماعة المافيا. يستقبل أوجنيبين، الشخصية المشبوهة المرتبطة بمنظمة الرئيس جيمي جالينتو، والذي أوكل إليه مهمة التخطيط لشن هجوم في باليرمو ضد المدعي العام لجمهورية سانتالوسيا، وهو المتسبب في وقف تهريب المخدرات بين إيطاليا وأمريكا، بعد القضاء على كارميللو امبليتيري، المنافس المحتمل في نادٍ للضوء الأحمر. يغادر ماريو إلى باليرمو، حيث تعيش عائلته، التي تحتضنه لسنوات عديدة. يلتقي ماريو بشقيقه الأصغر ميشيل (مارك تشيس) الذي نشأ ويعمل كبائع أسماك، ويعيش قصة حب مشاعر مع الشابة سيسيليا سميديل (سيمونا كافالاري).
يستغل ماريو الوضع الدقيق لأخيه للحصول على المساعدة في الهجوم، لأنه يحتاج إلى رجال جديرين بالثقة، وعندما يكشف عن مهنته الحقيقية في الولايات المتحدة ويطلب مساعدة ميشيل، الذي يرفض. يذهب ميشيل لزيارة سيسيليا، ويكتشف أنها تمارس الدعارة تحت تهديد والدتها، ويتعارك مع اتباع والدتها، وينتهي به الأمر في السجن. ينجح ماريو في إطلاق سراحه.
يرفض ميشيل الاشتراك مع مارية، الذي يقوم هو، وأتباعه بالهجوم على قصر وزارة العدل، ويتم قتل المدعي العام ومرافقيه. يقطع ميشيل كل العلاقات مع شقيقه، ويغادر ماريو، حتى لا يشتبه فيه أحد، إلى مطعم البيتزا في نيويورك، ويعرف ماريو أنه لا يستطيع الهروب من مصيره، وبمجرد وصوله إلى أمريكا، يتوقع الانتقام من المافيا في أي لحظة، ويدرك أن وقته قد حان عندما دخل اثنان من العملاء بينما ينتظرهما ثالث في الخارج. يدرك ماريو ان النهاية وشيكة، ويتصل بالمنزل للتصالح مع ميشيل، لكنه لم يتمكن من تبادل سوى بضع كلمات مع شقيقه، لتأتي النهاية.    

## استقبال الفيلم
كتب موقع أول موفيز: «تنعكس مآسي الحياة الواقعية التي سببتها الجريمة المنظمة في فيلم الإثارة هذا: سريع الخطى، والملييء بالتشويق من تأليف داميانو دامياني». كتب موقع رات يور ميوزك: «يتشابك عنوان الفيلم في بعض الأحيان مع عنوان تحقيق قضائي أجراه مكتب التحقيقات الفيدرالي بين نهاية السبعينيات وبداية الثمانينيات، بالتعاون مع القضاء الإيطالي... هذا هو العظيم داميانو دامياني، والممثل الرئيسي ميشيل بلاسيدو، ثم هناك سلسلة من الممثلين النموذجيين: إيدا دي بينيديتو، وماسيمو دي فرانكوفيتش، وريناتو موري، ودومينيكو جينارو، وتوني سبيرانديو...»، ومنح الفيلم ثلاثة نجوم من أصل خمسة.
كتب موقع ألوسين سينيفاغو: «على الرغم من أنه لا يستند إلى القصة الحقيقية، إلا أن الفيلم يستحق المشاهدة».

## الجوائز والترشيحات
مهرجان برلين السينمائي الدولي 1985: فاز بجائزة دب برلين الفضي - داميانو دامياني، ورشح لجائزة جولدن برلين بير - داميانو دامياني.
جوائز ديفيد دي دوناتيلو 1985:David di Donatello Awards فاز بجائزة ديفيد لأفضل موسيقي (كارلو سافينا). ورشح لجائزة ديفيد لأفضل ممثل (ميشيل بلاسيدو)، ورشح لجائزة أفضل ممثلة مساعدة (إيدا دي بينيديتو).
غولدن غلوب، إيطاليا 1985:Golden Globes, Italy فاز بجائزة جائزة الشريط الفضي لأفضل ممثل (ميشيل بلاسيدو).

## وصلات خارجية
https://www.imdb.com/title/tt0089813/ اتصال البيتزا (فيلم)
https://www.filmaffinity.com/us/film842474.html اتصال البيتزا (فيلم)
https://www.allmovie.com/movie/pizza-connection-v44575 اتصال البيتزا (فيلم)
https://www.allocine.fr/film/fichefilm_gen_cfilm=188795.html اتصال البيتزا (فيلم)